# Aculichneumon longicauda
Aculichneumon longicauda är en stekelart som först beskrevs av Heinrich 1938.  Aculichneumon longicauda ingår i släktet Aculichneumon och familjen brokparasitsteklar. Inga underarter finns listade i Catalogue of Life.